# Prix d'histoire générale
Le prix d'histoire générale  est un ancien prix de l'Académie française, destiné à récompenser l'auteur d'un ouvrage historique. Ce prix qui se voulait annuel a seulement été décerné de 1992 à 1994.

## Liste des lauréats
- 1992 : 
  - Éliane Jeannin-Garreau pour Ombre parmi les ombres - Médaille d’argent
  - Béatrix de Toulouse-Lautrec (1924-2017) pour J’ai eu vingt ans à Ravensbrück - Médaille d’argent
  - Guy Vérines pour Mes souvenirs du réseau Saint-Jacques - Médaille d’argent
- 1993 : 
  - Henri Labrousse (1913-2010) pour Récits de la mer Rouge et de l’océan Indien - Médaille d’argent
  - Anka Muhlstein pour Cavalier de La Salle. L’homme qui offrit l’Amérique à Louis XIV - Médaille d’argent
- 1994 : 
  - Gérard de Puymège pour Chauvin, le soldat-laboureur - Médaille d’argent
  - Charles Dupêchez pour La Reine velue - Médaille de bronze
  - Jean-Jacques Fiechter pour Le Baron Pierre-Victor Besenval - Médaille de bronze